# Le Ciel rouge
Pour plus de détails, voir Fiche technique et Distribution.
Le Ciel rouge (Roter Himmel) est un film allemand réalisé par Christian Petzold, sorti en 2023.

## Synopsis
Leon et Felix se rendent dans une maison située sur la côte allemande de la mer Baltique et appartenant à la famille de Felix. En chemin, leur voiture tombe en panne, et ils doivent terminer le chemin à pied en portant leurs bagages. Lorsqu'ils arrivent, ils se rendent compte que la maison est déjà occupée, par une dénommée Nadja, nièce d'une collègue de travail de la mère de Felix. Ils vont devoir se serrer, et l'humeur de Leon devient encore plus exécrable.
Pour Leon et Felix, il s'agit de vacances studieuses : Leon, écrivain, veut travailler à son nouveau roman. Felix doit quant à lui préparer un dossier pour le concours d'entrée d'une école d'art. Mais cela ne l'empêche pas de profiter de la plage, alors que Leon déclare vouloir se concentrer sur son travail, mais procrastine en fait beaucoup.
Le thème du concours auquel doit participer Felix étant l'eau, il décide de photographier la mer, puis des personnes regardant la mer, de dos face à la mer, puis de face.
Leurs relations avec Nadja sont inexistantes les premiers jours, et celle-ci se signale surtout par ses ébats amoureux assez bruyants qui exaspèrent Leon. Contrairement à ce que pensait Leon, Nadja n'est pas Russe. Elle vend des glaces sur la plage. Son ami, Devid, maître-nageur sauveteur, s'invite rapidement dans le groupe. Et au grand étonnement de Leon, il entame une relation homosexuelle avec Felix.
La région est ravagée par des incendies hors contrôle. Mais Devid se veut rassurant : ils sont à quelques dizaines de kilomètres, et le vent souffle de la mer vers la côte. Le ciel rouge qu'ils aperçoivent la nuit au loin est tout de même angoissant.
Nadja demande à Leon si elle peut lire son manuscrit, et lui donne son point de vue. Le texte est mauvais. Leon, vexé, réagit par le mépris : l'avis d'une simple vendeuse de glaces sans compétences littéraires  n'a aucune valeur.
Helmut Werner, l'éditeur de Leon, vient de Berlin pour parler de son manuscrit en cours. Leon se rend vite compte qu'il a une très mauvaise opinion de son texte. A table, Helmut discute avec Nadja, qui s'avère être une doctorante préparant une thèse sur une œuvre de Heinrich Heine, Romanzero. Comme Helmut aime beaucoup Heine, la conversation se prolonge, Nadja récite Asra, son poème favori, et Leon se sent vexé de s'être autant trompé sur son compte. Il est d'autant plus vexé que Helmut lui dit qu'il n'y a rien à sauver dans son manuscrit et qu'il doit commencer un nouveau roman.
Le lendemain, Devid, qui a emprunté un tracteur, propose à Felix d'aller récupérer la voiture abandonnée dans la forêt. Le vent se met brusquement à amener des cendres. Après leur départ, Helmut fait un malaise, et Nadja l'amène à l'hôpital. Resté seul, Leon commence à traverser la forêt. Il voit d'abord une laie et ses marcassins qui fuient, l'un d'eux étant en flammes. Il se retrouve ensuite face à un mur de flammes, et fait brusquement demi-tour. Il retrouve Nadja à l'hôpital. Le lendemain, Helmut minimise son malaise, prétendant avoir un calcul rénal, mais Nadja explique à Leon que Helmut a été hospitalisé en oncologie et souffre d'un cancer.
Leon et Nadja reçoivent la visite de policiers, qui leur annoncent que les corps de Devid et Felix ont été trouvés: ils ont été cernés par les flammes dans la forêt, et sont morts brûlés vifs. Nadja quitte ensuite la maison sans prévenir Leon.
Leon utilisera cette histoire comme trame d'un nouveau roman, et rend visite à Helmut qui semble le trouver bien meilleur que son manuscrit précédent. Helmut propose d'utiliser des photos prises par Felix dans le livre, il a demandé l'accord de la mère de ce dernier. En quittant la maison d'Helmut, Leon rencontre Nadja, qui s'occupe apparemment de Helmut.

## Fiche technique
Sauf indication contraire ou complémentaire, les informations mentionnées dans cette section peuvent être confirmées par la base de données Filmportal.de
- Titre original : Roter Himmel
- Titre international : Afire
- Titre français : Le Ciel rouge
- Réalisation et scénario : Christian Petzold
- Décors : Petra Ringleb
- Costumes : Katharina Ost
- Photographie : Hans Fromm
- Son : Andreas Mücke-Niesytka
- Montage : Bettina Böhler
- Production : Anton Kaiser, Florian Koerner von Gustorf et Michael Weber
- Sociétés de production : Schramm Film Koerner & Weber ; ZDF (coproduction)
- Société de distribution : Piffl Medien GmbH
- Pays de production :  Allemagne
- Langue originale : allemand
- Format : couleur — 1,85:1
- Genre : drame
- Durée : 102 minutes
- Dates de sortie :
  - Allemagne : 22 février 2023 (Berlinale), 20 avril 2023 (sortie nationale)
  - France : 6 septembre 2023

## Distribution
- Thomas Schubert : Leon
- Paula Beer : Nadja
- Langston Uibel : Felix
- Enno Trebs : Devid
- Matthias Brandt : Helmut Werner, l'éditeur
- Esther Esche : Mme König, la caissière
- Jenny Antoni : Mme Roland, la responsable de l'hôtel

## Production

### Tournage

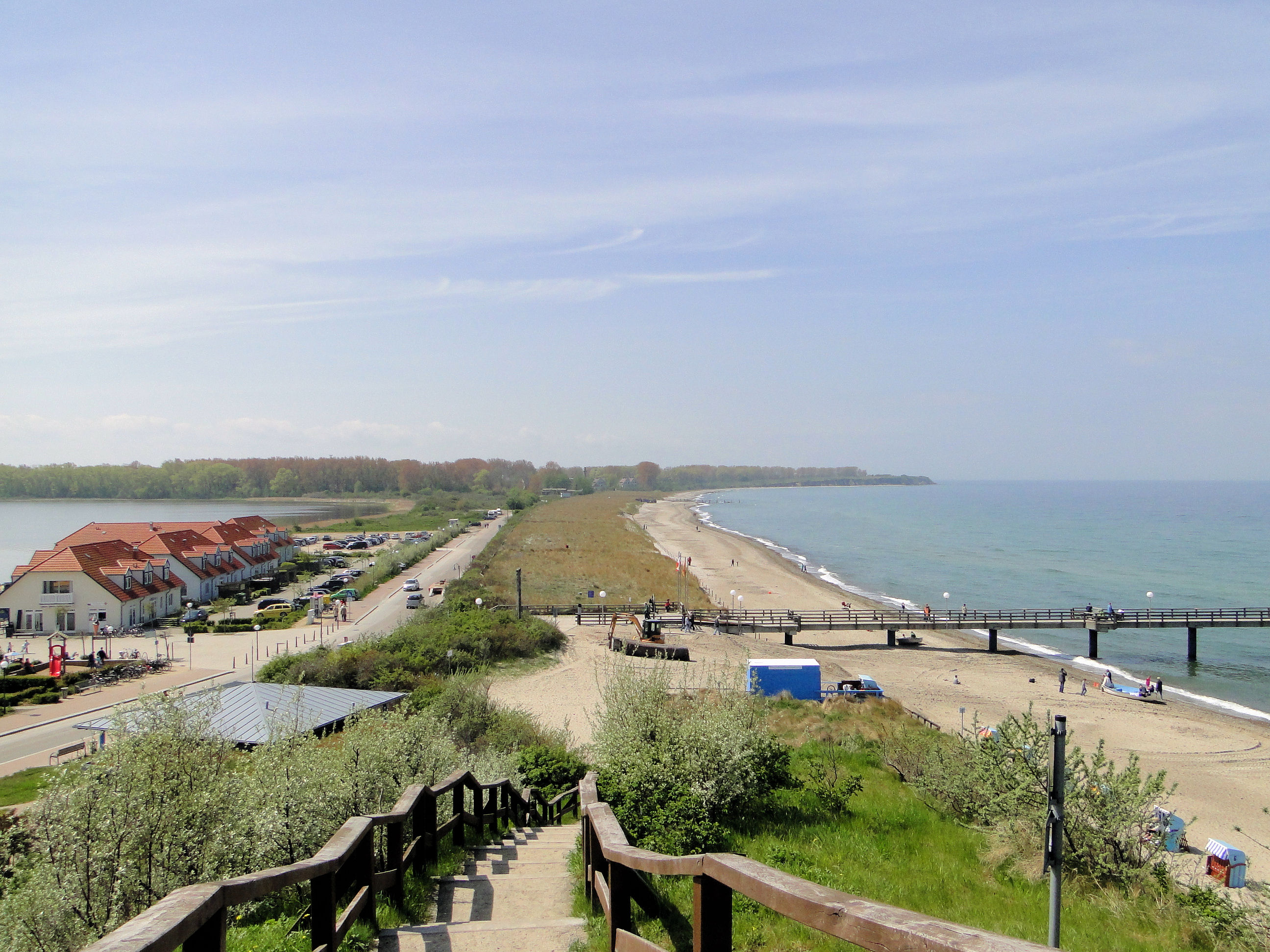
La péninsule de Wustrow.

Le tournage a lieu, entre le 18 juin et le 17 août 2022, dans le Land de Mecklembourg-Poméranie-Occidentale (Allemagne), précisément à Kühlungsborn et à Rerik, ainsi que sur la péninsule de Wustrow (de),.

### Musique
Le film lance quelques chansons, telles que In My Mind du groupe autrichien Wallners, mais aucun morceau musical n'y est utilisé parce que Christian Petzold a « de gros problèmes avec la musique de film. C'est peut-être parce que nous sommes entourés de musique de film. Nous mourons dans la musique de film. Nous allons dans l'ascenseur, il y a de la musique. La musique est diffusée dans chaque pub de merde. J'aime la musique, et c'est pourquoi je la laisse tomber », raconte le réalisateur en pleine présentation du film à la Berlinale.

## Sortie

### Accueil critique
En France, le site Allociné propose une moyenne de 3,8⁄5, fondée sur 20 critiques de presse.

## Distinctions
- Berlinale 2023 : grand prix du jury[6],[7]